# Prunus strobilifera
Prunus strobilifera är en rosväxtart som beskrevs av José Cuatrecasas. Prunus strobilifera ingår i släktet prunusar, och familjen rosväxter. Inga underarter finns listade i Catalogue of Life.